# Indice AEX
L'Indice AEX (abbreviato di Amsterdam Exchange index), è l'indice del mercato azionario composto dalle maggiori società olandesi quotate all'Euronext Amsterdam (parte di Euronext), noto in precedenza come Amsterdam Stock Exchange.
L'indice nacque nel 1983 sotto il nome di European Options Exchange (EOX).
È composto da un massimo di 25 tra i più grandi titoli azionari e la sua composizione è aggiornata annualmente il primo marzo.
Il peso dei titoli azionari è rapportato alla capitalizzazione delle corrispondenti aziende.
Il valore dell'indice può esser calcolato moltiplicando il valore di ciascun titolo per il fattore peso assegnatogli, e poi sommando i numeri risultanti e dividendo per 100.

## Aziende
| Azienda                          | ISIN         | Mercato principale |
| -------------------------------- | ------------ | ------------------ |
| Aalberts Industries              | NL0000852564 | AMS                |
| ABN AMRO Group                   | NL0011540547 | AMS                |
| Aegon                            | NL0000303709 | AMS                |
| Ahold Delhaize                   | NL0011794037 | AMS                |
| AkzoNobel                        | NL0000009132 | AMS                |
| Altice Europe NV                 | NL0011333752 | AMS                |
| ArcelorMittal SA                 | LU1598757687 | AMS, PAR           |
| ASML Holding                     | NL0010273215 | AMS                |
| ASR Nederland                    | NL0011872643 | AMS                |
| DSM KON                          | NL0000009827 | AMS                |
| Galapagos                        | BE0003818359 | AMS, BRU           |
| Gemalto                          | NL0000400653 | AMS, PAR           |
| Heineken                         | NL0000009165 | AMS                |
| ING Groep                        | NL0011821202 | AMS, BRU           |
| KPN KON                          | NL0000009082 | AMS                |
| NN Group                         | NL0010773842 | AMS                |
| Philips                          | NL0000009538 | AMS                |
| Randstad                         | NL0000379121 | AMS                |
| RELX Group (ex Reed Elsevier)    | NL0000379121 | AMS                |
| Royal Dutch Shell                | GB00B03MLX29 | AMS                |
| Signify NV (ex Philips Lighting) | NL0011821392 | AMS                |
| Unibail Rodamco Westfield        | FR0013326246 | AMS, PAR           |
| Unilever DR                      | NL0000009355 | AMS                |
| Vopak                            | NL0009432491 | AMS                |
| Wolters Kluwer                   | NL0000395903 | AMS                |